# Дребосъчетата (сериал, 2021)
„Дребосъчетата“ (на английски: Rugrats) е американски компютърно анимиран сериал. Той е римейк на едноименния оригинален сериал от 1991 г. до 2004 г. Премиерата на сериала се излъчва на 27 май 2021 г. в стрийминг платформата „Парамаунт+“, вторият сериал на „Никелодеон“ в платформата. Сериалът е продуциран от Klasky Csupo.
През септември 2021 г. сериалът е подновен за втори сезон.

## Озвучаващ състав в оригинала

### Деца
- Елизабет Дейли – Томи Пикълс
- Нанси Картрайт – Чъки Финстър
- Кат Суси – Фил и Лил ДеВил
- Шерил Чейс – Анджелика Пикълс
- Крий Съмър – Сузи Кармайкъл

### Възрастни
- Томи Дюи – Стю Пикълс
- Ашли Рей Спилърс – Диди Пикълс
- Ана Клъмски – Шарлот Пикълс
- Тимъти Симънс – Дрю Пикълс
- Натали Моралес – Бети ДеВил
- Тони Хейл – Час Финстър
- Майкъл Маккийн – дядо Лу Пикълс
- Никол Байър – доктор Луси Кармайкъл
- Омар Милър – Ранди Кармайкъл

### Второстепенни герои
- Хенри Уинклър – Борис Кропоткин
- Сузи Кърц – Минка Кропоткин
- Шарлет Чунг – Кими Уатанабе
- Хироми Деймс – Кира Уатанабе
- Тара Стронг – Дил Пикълс

## В България
В България сериалът започва излъчване по Nickelodeon и Nicktoons през 2021 г.
Също така е достъпен и в стрийминг платформата SkyShowtime.

### Нахсинхронен дублаж
| Роля             | Изпълнител           |
| ---------------- | -------------------- |
| Томи Пикълс      | Ния Кръстева         |
| Чъки Финстър     | Цветослава Симеонова |
| Анджелика Пикълс | Татяна Етимова       |
| Фил ДеВил        | Живко Джуранов       |
| Лили ДеВил       | Надежда Панайотова   |
| Сузи Кармайкъл   | Евгения Ангелова     |
| Стю Пикълс       | Сотир Мелев          |
| Диди Пикълс      | Ася Рачева           |
| Шарлот Пикълс    | Михаела Тюлева       |
| Дрю Пикълс       | Константин Лунгов    |
| Бети Девил       | Михаела Тюлева       |
| Час Финстър      | Марио Иванов         |
| Дядо Лу Пикълс   | Радослав Рачев       |
| Луси             | Ангелина Русева      |
| Ранди            | Симеон Дамянов       |
| Борис            | Станислав Пищалов    |
| Дил Пикълс       | Ангелина Русева      |
| Аманда / Пиърс   | Дайяна Димитрова     |
| Госпожа Чистница | Ива Стоянова         |

| Обработка           | студио „Про Филмс“ |
| ------------------- | ------------------ |
| Режисьор на дублажа | Ангелина Русева    |